# 麵包超人進行曲
《麵包超人進行曲》（日语：アンパンマンのマーチ）是日本女子雙人歌手組合Dreaming的首張單曲，以及長壽兒童動畫《麵包超人》片頭主題曲和代表歌曲。

## 概要
此單曲的唱片發行公司是由該動畫的播放電視台，日本電視台的旗下企業VAP所販售。首次發行時間是在1988年11月21日，當時是錄製在單曲盤（規格編號：VAP 10324-07）和卡式錄音帶（規格編號：VAP 40324-08）進行販售。並在翌年1989年3月21日，以同樣的音源收錄在8cm單曲CD（規格編號：VAP 20324-10）再販售。
後來在1993年8月1日，再次販售同樣內容的8cm單曲CD（規格編號：VAP VPDG-20504）。2008年9月26日，改成12cm單曲CD的形式（規格編號：VAP VPCG-82262）再次發售。
另外，上述提到的1988年單曲盤的B面收錄歌曲與1993年8cm單曲CD盤的B面收錄歌曲不一樣。但是在後來2008年的12cm單曲CD中，將1988年版的B面歌曲「勇氣凜凜（日语：勇気りんりん）」當2008年版CD的A面歌曲收錄（下述）。

## 解說
同名標題曲「麵包超人進行曲」是日本電視台長壽電視動畫《麵包超人》從1988年10月開播以來持續使用至今將近30年的片頭主題曲，並多次收錄在《麵包超人》相關專輯裡。還有，此歌曲在日本近年一直是為人熟知的童謠歌曲。
除了使用在動畫之外，鐵道JR四國2000系柴油動車組的「麵包超人列車」就使用了此歌曲的音樂做為列車廣播使用。還有土讚線的高知車站從2008年2月26日開始啟用的列車進站音樂。
此歌曲的創作背景來自填詞人，《麵包超人》原作者柳瀨嵩與弟弟在二戰爆發之後被徵召從軍時，弟弟於海軍特殊特攻隊的戰役中身亡，但此創作經歷柳瀨他後來透過自己的著書《我非常討厭戰爭》中的第39頁提到...
“雖然有人認為「麵包超人進行曲」這首歌是要傳達給我弟弟，但是我的原意不是這樣子的。”
並正面否認這些證言。
「麵包超人進行曲」歌曲在動畫播出後，其歌詞段落一開始唱的不是第一節正歌，而是第二節正歌，這是因為第一節正歌的歌詞「胸中的傷痛」不適用於兒童向節目《麵包超人》中。在副歌方面，連接第二節正歌的不是第一節副歌，而是第二節副歌。
此歌曲後來從2003年5月19日開始開放手機鈴聲下載，因此在2011年6月獲得日本唱片協會授予million seller的認定。
2011年日本東北地方太平洋近海地震（東日本大震災）發生之後，該歌曲頻繁在全國各地的電台播放，成為支持災民的力量。並在同年3月28日登上Billboard Japan音樂排行榜中的廣播排行（Hot Top Airplay）第9名，及熱門100金曲（Hot 100）第16名。

## 收錄歌曲

### 1988年（1989年）版
所有歌曲由柳瀨嵩作詞，三木剛作曲，大谷和夫編曲，Dreaming主唱。
1. 麵包超人進行曲（アンパンマンのマーチ）
  - 日本電視台電視動畫《麵包超人》片頭主題曲。
2. 勇氣鈴鈴（勇気りんりん）
  - 日本電視台電視動畫《麵包超人》片尾主題曲。
3. 麵包超人進行曲（卡拉OK旋律）（アンパンマンのマーチ（メロディ入りカラオケ））
4. 勇氣鈴鈴（卡拉OK旋律）（勇気りんりん（メロディ入りカラオケ））

### 1993年版
1. 麵包超人進行曲（アンパンマンのマーチ）
  - 作詞：柳瀨嵩，作曲：三木剛，編曲：大谷和夫，主唱：Dreaming
2. 怪傑佐羅利！（！）
  - 作詞：淺倉京子，作曲：山本梓，編曲：藤原育郎，主唱：神谷明
  - 電影動畫《怪傑佐羅利》主題歌曲。
3. 行笑
  - 作詞：柳瀨嵩，作曲：宮崎尚志，編曲：近藤浩章，主唱：中尾隆聖（細菌人）
  - 電影動畫《麵包超人：恐龍諾西歷險記》主題歌曲。

### 2008年版
所有歌曲由柳瀨嵩作詞。
1. 麵包超人進行曲（アンパンマンのマーチ）
2. San-san體操（サンサンたいそう）
  - 作曲、編曲：近藤浩章，主唱：Dreaming
  - 日本電視台電視動畫《麵包超人》片尾主題曲。
  - 起先在1995年8月2日發行的Dreaming單曲中收錄，後來又在2008年以B面歌曲收錄發行。
3. 麵包超人進行曲（卡拉OK旋律）（アンパンマンのマーチ（メロディ入りカラオケ））
4. San-san體操（卡拉OK旋律）（サンサンたいそう（メロディ入りカラオケ））

## 翻唱
麵包超人進行曲
- 安西康高、永井崇多宏、遠山敦、石塚勇
電影動畫《麵包超人：生命之星朵莉》的劇中插入歌曲。曲名為《 ～悲～》。
- 櫻真耶
電影動畫《麵包超人：黑鼻子與魔法之歌》的宣傳歌曲。曲名為《麵包超人行進曲 ～演歌版～（》。
2010年7月1日曾經入圍RecoChoku演歌、歌謠曲部門排行榜第1名[4]。
- 橋本潮（此翻唱版由日本古倫美亞負責販售）
- 渡邊直子（此翻唱版由Victor Entertainment負責販售）
- 松崎茂（收錄在其個人的企劃專輯《日少年》中）
- SUEMITSU & THE SUEMITH KIDS（收錄在其個人的合作專輯《ROCK for baby》中）
- 西脇睦宏（收錄在其個人的合輯專輯《TV Vol.2（Angelic）》中）
- Nuts
- Snuff（收錄在其獨立專輯《OISHIE DEH！》中）
- （收錄在專輯《 Vol.2》中）
- 今井麻美、沼倉愛美、原由實（收錄在動畫專輯《THE IDOLM@STER STATION!!! SECOND TRAVEL ～Seaside Date～》中）
- 夜總會BAND featuring THE KING TONES（收錄在專輯《松竹電影 庶務二課 Original Soundtrack》中，發行時間在1998年12月16日）
- SOUL FLOWER UNION featuring CHARAN-PO-RANTAN（收錄在專輯《踊！踊前》中）
- 桑田佳祐（南方之星）
於2013年的AAA活動『昭和八十八年度！第二回一人紅白歌合戰』中進行獻唱。
- 一青窈
於2014年1月5日播出的紀錄片節目NHK特集《守護大家的夢想 ～柳瀨嵩 “麵包超人人生”～》中進行錄製翻唱。
- 三山宏
收錄在2017年發行的專輯《DE ～三山歌民的～》中。

勇氣凜凜
- 今井麻美、沼倉愛美、原由實（收錄在動畫專輯《THE IDOLM@STER STATION!!! SECOND TRAVEL ～Seaside Date～》中）

## 單曲「勇氣凜凜」
如上面所述，A面收錄歌曲從原本的「麵包超人進行曲」改成「勇氣凜凜」之後，2008年9月26日由VAP發售，並以12cmCD（規格編號：VAP VPCG-82263）的形式販售。

### 收錄歌曲
所有歌曲由Dreaming主唱。
1. 勇氣凜凜（勇気りんりん）
  - 作詞：柳瀨嵩、作曲：三木剛，編曲：大谷和夫
2. 麵包超人體操（アンパンマンたいそう）
  - 作詞：柳瀨嵩、魚住勉（日语：魚住勉），作曲：馬飼野康二，編曲：近藤浩章，主唱：Dreaming
  - 1991年7月21日先行收錄在男子偶像組合CHA-CHA（日语：CHA-CHA）的獨立單曲進行販售。直到1993年3月1日才收錄在Dreaming的獨立單曲進行販售。
3. 勇氣凜凜（卡拉OK旋律）（勇気りんりん（メロディ入りカラオケ））
4. 麵包超人體操（卡拉OK旋律）（アンパンマンたいそう（メロディ入りカラオケ））

## 資料來源
1. ↑  來自「弟弟在接受人間魚雷「回天」的訓練期間，於運輸船開往菲律賓的海上，遭驅逐艦擊沉戰死」朝日新聞晚報專訪記事「人生的禮物」。
2. ↑  . MUSICMAN-NET. 2011-07-21  [2017-09-30]. （原始内容存档于2016-03-04） （日语）.
3. ↑  來自MSN產經新聞『【東日本大震災】援「弱心」』，2011年3月18日11時34分的消息。
4. ↑  . CDJournal News. 2010-07-05  [2017-09-30]. （原始内容存档于2019-04-10） （日语）.